# László Német
László Német, S.V.D. (em sérvio:  Ласло Немет, romanizado: Laslo Nemet; nascido em 7 de setembro de 1956) é um cardeal sérvio da Igreja Católica, atual Arcebispo de Belgrado e 2º Vice Presidente do Conselho das Conferências Episcopais da Europa.

## Biografia

### Vida inicial e presbitério
László Német nasceu em Odžaci em 7 de setembro de 1956. Frequentou o ensino médio no ginásio diocesano "Paulinum" em Subotica de 1971 a 1976. Em seguida, ingressou na Congregação dos Missionários do Verbo Divino e completou seus estudos em filosofia e teologia em Pieniężno.
Em 8 de setembro de 1982 fez a profissão solene e no dia 1 de maio seguinte foi ordenado sacerdote. De 1983 a 1985 ele serviu na Iugoslávia. Em 1985 foi enviado a Roma para estudos. Em 1987 obteve o doutorado em teologia dogmática na Pontifícia Universidade Gregoriana de Roma. De 1987 a 1994 trabalhou como missionário nas Filipinas no contexto da pastoral universitária. Em 1994 foi transferido para a Áustria e depois foi professor de teologia em Mödling, pároco em San Gabriel; assistente em uma paróquia próxima e colaborador da missão da Santa Sé no Escritório das Nações Unidas e Agências Especializadas em Viena de 2000 a 2004 e professor de teologia na Faculdade de Teologia Jesuíta em Zagreb. De 2004 a 2007 foi provincial da província húngara de sua ordem e em julho de 2006 foi eleito secretário-geral da Conferência Episcopal da Hungria. Ele também foi professor de missiologia no Instituto Superior de Teologia para Religiosa "Sapientia" em Budapeste.
Além de húngaro e sérvio, ele fala inglês, alemão, polonês, italiano e croata.

### Episcopado
Em 23 de abril de 2008, o Papa Bento XVI o nomeou bispo de Zrenjanin.. Ele recebeu a ordenação episcopal em 5 de julho do cardeal Péter Erdő, arcebispo metropolitano de Esztergom-Budapeste, coadjuvado por Juliusz Janusz, núncio apostólico na Hungria e pelo bispo emérito de Zrenjanin, László Huzsvár.
Em janeiro de 2017 fez a visita ad limina.
Em 16 de março de 2016 foi eleito presidente da Conferência Episcopal Internacional dos Santos Cirilo e Metódio. De abril de 2011 a 16 de março de 2016 foi seu secretário-geral.
Em 25 de setembro de 2021 foi nomeado segundo vice-presidente pelo Conselho das Conferências Episcopais da Europa.
Em 5 de novembro de 2022, o Papa Francisco o nomeou Arcebispo Metropolitano de Belgrado; ele sucedeu Stanislav Hočevar, que renunciou devido ao limite de idade.

### Cardinalato
Durante o Angelus de 6 de outubro de 2024, Papa Francisco anunciou que o criaria cardeal no Consistório de 7 de dezembro de 2024. Recebeu o barrete vermelho, o anel cardinalício e o título de cardeal-presbítero de Santa Maria Stella Maris.